# Ines Ivančok-Šoltić
Ines Ivančok-Šoltić (* 14. April 1998 in Wien, geborene Ines Ivančok) ist eine österreichische Handballspielerin, die für den ungarischen Verein Mosonmagyaróvári KC SE im Rückraum spielt.

## Vereinskarriere
Ivančok-Šoltić spielte anfangs für den österreichischen Verein MGA Fivers, ab 2017 für die SG BBM Bietigheim und derzeit für die HSG Bensheim/Auerbach. Zur Saison 2022/23 wechselte sie nach Ungarn zum Verein Mosonmagyaróvári KC SE. Ab der Saison 2025/26 wird sie beim Ligakonkurrenten Szombathelyi KKA unter Vertrag stehen.

## Auswahlmannschaften
Sie spielt auch in der österreichischen A-Nationalmannschaft. Mit Österreich nahm sie an der Weltmeisterschaft 2023 teil und schloss das Turnier auf dem 19. Platz ab. Ivančok-Šoltić erzielte im Turnierverlauf 29 Treffer.

## Privates
Ihre Schwester Lena Ivančok spielt auch Handball.